# Cantonul Saint-Clar
Cantonul Saint-Clar este un canton din arondismentul Condom, departamentul Gers, regiunea Midi-Pyrénées, Franța.

## Comune
| Comune        | Populație (1999) | Cod poștal | Cod INSEE |
| ------------- | ---------------- | ---------- | --------- |
| Avezan        | 84               | 32380      | 32023     |
| Bivès         | 130              | 32380      | 32055     |
| Cadeilhan     | 100              | 32380      | 32068     |
| Castéron      | 58               | 32380      | 32084     |
| Estramiac     | 132              | 32380      | 32129     |
| Gaudonville   | 103              | 32380      | 32139     |
| L'Isle-Bouzon | 249              | 32380      | 32158     |
| Magnas        | 48               | 32380      | 32223     |
| Mauroux       | 113              | 32380      | 32248     |
| Pessoulens    | 159              | 32380      | 32313     |
| Saint-Clar    | 868              | 32380      | 32370     |
| Saint-Créac   | 100              | 32380      | 32371     |
| Saint-Léonard | 143              | 32380      | 32385     |
| Tournecoupe   | 267              | 32380      | 32452     |